# Fatouville-Grestain

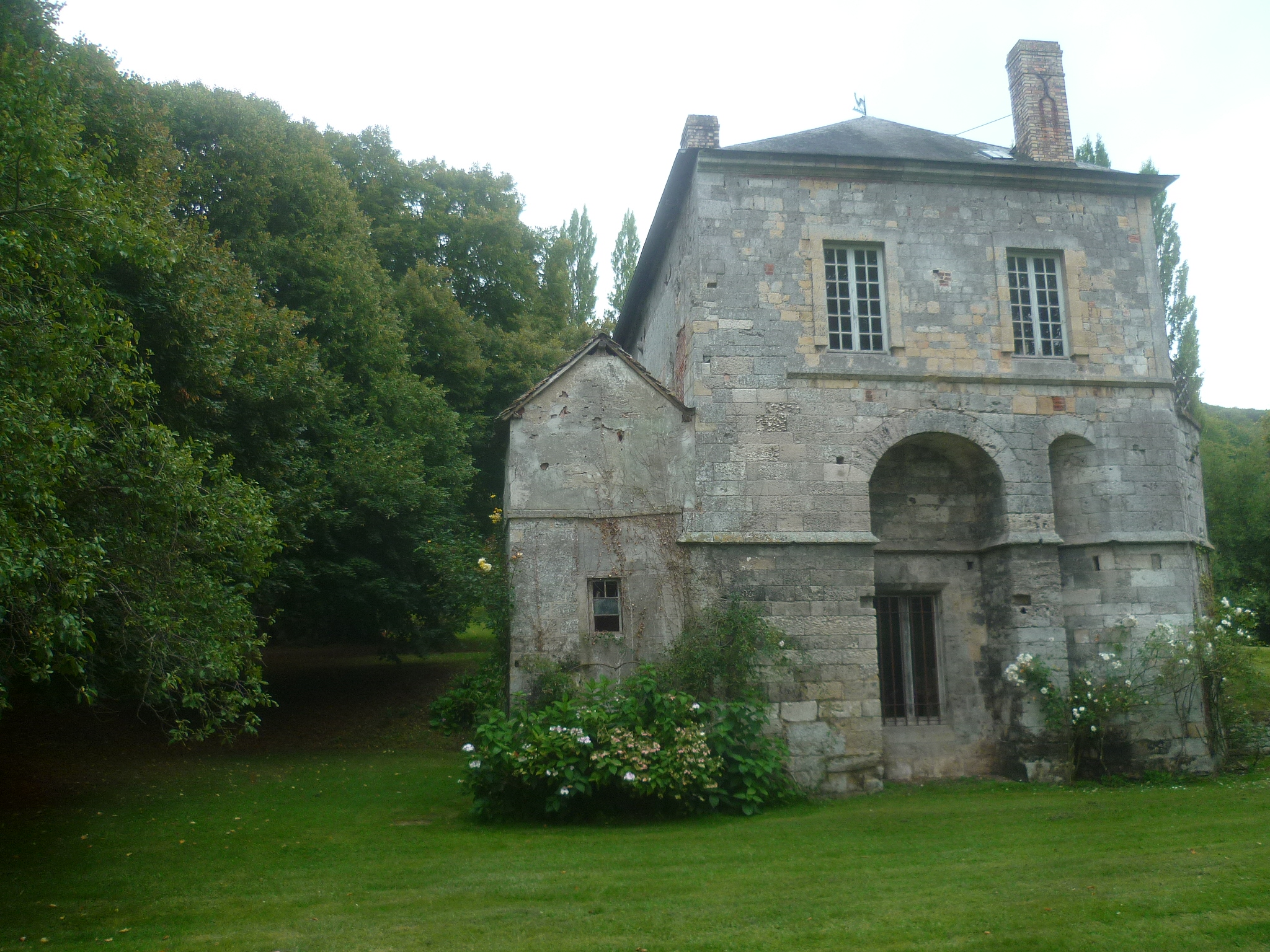

Fatouville-Grestain is een gemeente in het Franse departement Eure (regio Normandië) en telt 536 inwoners (1999). De plaats maakt deel uit van het arrondissement Bernay.

## Geografie
De oppervlakte van Fatouville-Grestain bedraagt 10,3 km², de bevolkingsdichtheid is 52,0 inwoners per km².
De onderstaande kaart toont de ligging van Fatouville-Grestain met de belangrijkste infrastructuur en aangrenzende gemeenten.

## Demografie
Onderstaande figuur toont het verloop van het inwonertal (bron: INSEE-tellingen).